# Sunhaira
Sunhaira es una ciudad censal situada en el distrito de Haridwar,  en el estado de Uttarakhand (India). Su población es de 13248 habitantes (2011). 

## Demografía
Según el censo de 2011 la población de Sunhaira era de 13248 habitantes, de los cuales 7113 eran hombres y 6135 eran mujeres. Sunhaira tiene una tasa media de alfabetización del 81,85%, superior a la media estatal del 78,82%: la alfabetización masculina es del 88,49%, y la alfabetización femenina del 74,27%.